# Округ Чероки (Канзас)
Округ Чероки (енгл. Cherokee County) је округ у америчкој савезној држави Канзас. По попису из 2010. године број становника је 21.603. Седиште округа је град Коламбус.

## Демографија
Према попису становништва из 2010. у округу је живело 21.603 становника, што је 1.002 (4,4%) становника мање него 2000. године.
| Група             | 2000.          | 2010.          |
| Белци             | 20.700 (91,6%) | 19.280 (89,2%) |
| Афроамериканци    | 139 (0,6%)     | 118 (0,5%)     |
| Азијати           | 51 (0,2%)      | 64 (0,3%)      |
| Хиспаноамериканци | 291 (1,3%)     | 424 (2,0%)     |
| Укупно            | 22.605         | 21.603         |